# Jahmisme

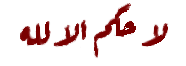
Déclaration en arabe de la secte Muhakkimah de l'Islam primitif, ancêtres des Ibadiyyah, qui a dit, "La Hukma Illa-Lillah", qu'il n'y a de jugement que pour Dieu. C'était le slogan de ceux qui s'opposaient à l'option d'arbitrage d'Ali Ibn Abi Talib avec Muawiyyah pendant la bataille de Siffin - ils croyaient en faisant qu'il allait à l'encontre de ce qu'ils considéraient comme une instruction claire dans le Coran de combattre les rebelles jusqu'à ce qu'ils se repentent.. Ce dicton particulier dépeint l'allégation de la Muhakkimah selon laquelle Ali Ibn Abi Talib ne jugeait pas par le Coran mais gouvernait plutôt par autre chose que ce que Dieu avait révélé. Ils ont basé ce dicton sur le Coran 40:12.

Le jahmisme ou les jahmiyya désigne les disciples de Jahm Ibn Safwân (m. 745), théologien musulman sous la dynastie omeyyade, qui fut le secrétaire de al-Hârith b. Surayj (m. 746) puis le disciple de al-Jad ibn Dirham, qui prêchait la thèse du Coran créé, niait les attributs divins et n'admettait pas que Dieu eût parlé directement à Moïse. Il est mort, comme al-Jad, exécuté sur ordre du calife Hichâm.
On sait peu de choses de cette école disparue précocement - dès la seconde moitié du Xe siècle. La principale source est constituée par les critiques hanbalites,,. Leur caractère polémique interdit de les considérer comme absolument fiables, d'autant qu'elles sont toutes postérieures.
Il n'est pas certain que Jahm fût lui-même le fondateur de l'école,. Selon Louis Gardet, elle a pu être créée par Bis̲hr b. G̲hiyāt̲h al-Marīsī, un murjite. Selon Ibn Hanbal, Jahm était le disciple d'al-Ja'd, mais en réalité on n'a pas de certitude sur la direction dans laquelle s'est exercée l'influence de l'un sur l'autre.

## Doctrine
Les sources sont assez pauvres. En dehors de Ibn Hanbal (Radd 'alā z-zadiqa wal-jahmiyya), qui est la principale, Richard M. Frank cite Ibn Taymîya (Majmu al-Fatwa al-Kubra), ad-Darimi (ar-Radd 'alā jahmiyya, « La réfutation du jahmisme ») et al-Ash'ari, en précisant que ce dernier mentionne assez peu le jahmisme dans Maqālāt al-islamiyya. Pour la plupart, ces auteurs sont « philosophiquement orientés ».
Al-Juwayni consacre à l'école une section du chapitre VIII du Kitāb al-irshād.
Le jahmisme peut être vu comme une version radicale du murjisme. Comme ces derniers, il refuse de prendre parti dans la polémique sur le sort réservé dans l'Au-delà au croyant pécheur, qui a divisé les théologiens musulmans. Seul Dieu peut juger. Cette suspension du jugement est justifiée par l'idée que la foi a davantage de valeur que les œuvres. Par conséquent, seul Dieu, qui est omniscient, peut juger.
Les jahmites sont jabarites, c'est-à-dire partisans de la prédestination, niant tout pouvoir au libre arbitre. Cette thèse est en cohérence avec l'idée que Dieu est cause de tout ce qui arrive. En effet, Jahm Ibn Safwân partage avec les ash'arites l'idée que Dieu est cause de tout, et qu'il n'y a pas de causalité autre que lui. Les actions humaines ne sont qu'en apparence le fruit de la volonté de leur sujet, qui est en réalité entièrement déterminé par Dieu,. En cela, Jahm s'oppose radicalement aux mu'tazilites. Il va même plus loin dans le fatalisme que les asharites, car il nie l'existence même de la volonté et de toute capacité en l'homme, (les asharites croient du moins que Dieu attribue à l'homme une capacité - qudra - d'agir, le temps que dure son action).
Dieu étant seul éternel, le Paradis et l'Enfer ne sauraient perdurer toujours. Jahm est amené par ce raisonnement à rejeter l'éternité de l'Au-delà. Al-Jubouri fait un rapprochement avec la notion d'apocatastase défendue par l'exégète chrétien Origène.

### Négation des attributs divins
Afin de ne pas aller contre l'idée d'unicité divine (tawhid), les jahmites adoptent à l'égard de la question des attributs divins une position extrême, celle d'al-Ja'd : ils nient toute réalité de ces attributs,. Le problème est que les Attributs (volonté, parole, science,... désignés par les noms d'Allah) sont multiples, ce qui peut paraître contradictoire avec l'idée que Dieu est un et indivisible. Les mutazilites adoptent une position plus nuancée, en fondant les attributs avec l'essence de Dieu, tandis que les asharites affirment la réalité de ces attributs. Jahm Ibn Safwân se refuse à dire de Dieu qu'il est un être ou une chose (chay', شيء), car ce terme implique pour lui l'idée d'être créé. Par conséquent, Dieu ne peut pas être qualifié, il est indéfini. Jahm prend à la lettre le verset coranique selon lequel « rien n'est semblable à Dieu » (XLII, 11). Il n'est pas semblable à ses créatures, puisqu'il est celui qui a créé tous les êtres. Il est absolument transcendant (tanzih) et dépasse donc les bornes du savoir humain. Il n'est pas limité non plus par un lieu : il est partout. Ainsi, le jahmisme se démarque des littéralistes qui attribuent une position à Dieu et le limitent dans l'espace (en prenant à la lettre le verset dans lequel Allah est dit siéger sur le Trône - Coran, VII, 52). Mais cette omniprésence de Dieu frôle le panthéisme.
En plus, Jahm n'admet pas l'existence des atomes. Ainsi, il s'écarte à la fois de la plupart des mutazilites, et des acharites.

#### Conséquence: le Coran créé
La négation des attributs interdit d'admettre une Parole divine qui serait co-éternelle à Dieu. Ce serait reconnaître l'existence de deux éternels. Par conséquent, les jahmites considèrent le Coran comme créé, se rapprochant sur ce point des mutazilites. C'est à Kufa que Jahm a pu rencontrer al-Jad ibn Dirham, qui aurait été le premier à défendre la thèse du Coran créé.
Ce sont ces deux dernières thèses surtout - le Coran créé et la négation des attributs - qui ont valu aux jahmiyya l'hostilité des hanbalites, mais aussi d'Al-Darimi (en). Jahm a pour ennemi Muqatil ibn Sulaymān, à qui l'on prête une lecture littéraliste et anthopomorphiste du Coran.

### Connaissance humaine et connaissance divine
Jahm Ibn Safwân avait une conception empiriste de la connaissance humaine d'inspiration aristotélicienne.
Al-Ash'ari attribue à Jahm et ses disciples l'idée que Dieu est capable de connaître les choses antérieurement à leur existence. Mais, relève Richard M. Frank, plusieurs sources indiquent au contraire que, pour les jahmiyya, la connaissance de Dieu est liée à l'existence préalable des choses connaissables. Parmi ces sources, le théologien ash'arite al-Juwayni est cité en note par Richard M. Frank (p. 411).
En effet, selon Guwayni, les jahmites ont argumenté en faveur de la connaissance par Dieu des particuliers, conformément au Coran (X, 61 par exemple), qui affirme que Dieu connaît toutes choses dans le détail, jusqu'au moindre atome. Mais c'est leur argumentation qui le scandalise. Le problème est que les choses évoluent sans cesse. Comment la connaissance divine peut-elle suivre ce changement ? Dans la doctrine orthodoxe dont al-Juwayni se réclame, Dieu est immuable. Mais les jahmites pensent, selon lui, que la connaissance que Dieu a des choses contingentes s'adapte à leurs changements, et que la science divine évolue dans le temps. Ainsi, la science divine serait-elle-même contingente. Dieu crée sa propre science à mesure que les changements adviennent dans le monde : ainsi, sa science ne précède pas l'existence des choses ; il les connaît à mesure qu'il les crée et qu'il crée en même temps sa science. La Science de Dieu est donc un être (une chose), relève Richard M. Frank, puisqu'elle est créée. Voilà qui est inacceptable pour ses adversaires, car la Science divine se trouve dépendante de l'existence des choses contingentes.

## Engagement politique
La condamnation de Jahm s'explique par des divergences religieuses. Mais aussi par des motifs politiques. Joseph van Ess met l'accent sur ce contexte. En conflit avec le gouverneur omeyyade, Jahm se serait placé sous la protection de al-Hârith b. Surayj. Ce dernier s'était illustré en menant une rébellion en 734. En outre, il plaidait pour l'égalité entre les musulmans, qu'ils soient Arabes ou nouvellement convertis.

## Postérité
Selon Richard M. Frank, Jahm Ibn Safwân a été influencé par les thèses néo-platoniciennes. Si tel est bien le cas, il serait l'un des premiers penseurs musulmans à avoir introduit la philosophie grecque dans la compréhension de l'islam, précédant en cela al-Kindi de près d'un siècle. Les idées de Plotin auraient donc circulé avant que les Énnéades ne soient traduites en arabe.
L'emploi du terme être, que Jahm refuse d'appliquer à Dieu, est pour Richard M. Frank un indice de l'influence plotinienne, car ce n'est pas l'usage courant d'employer le mot chay' (شيء) au sens d'être créé. Également l'idée de l'omniprésence divine : Plotin dit qu'aucun espace n'est vide de l'Un. La transcendance, qui fait que Dieu est tout à fait autre que ses créatures, rappelle aussi la vision plotinienne de l'Un. La thèse qui en découle, que Dieu est indéterminé et indéfini, est non seulement semblable à celle affirmée par Plotin, mais Jahm serait le premier penseur musulman à la professer, selon Ad-Darimī. L'idée que la toute-puissance divine implique un Dieu seule cause réelle de toute action inspire à Richard M. Frank un parallèle avec la philosophie d'al-Kindi et certains passages des Ennéades de Plotin. L'impossibilité de qualifier Allah par aucun attribut lui inspire un parallèle avec les idées de Saint Jean Damascène. La pauvreté des sources disponibles et leur manque de neutralité empêchent de confirmer cette hypothèse avec certitude. Elle semble plausible au Dr Al-Jubouri qui écrit : « Jahm's view of God's attributes was close to Plotinus ». Elle fait peu de doute pour Louis Gardet : « Je crois opportunes les remarques du Dr Frank sur le possible ou probable background néoplatonicien des jahmiyya ». En revanche, Joseph van Ess, s'il juge l'hypothèse crédible, la nuance en suggérant aussi un apport indien, car Jahm aurait selon lui rencontré des moines bouddhistes.
Cependant l'école n'a existé que brièvement, puisqu'elle a disparu dès la seconde moitié du Xe siècle. Elle ne semble pas avoir eu d'influence majeure sur le développement de la théologie musulmane. Le terme jahmite a souvent été utilisé, avec un sens péjoratif, pour désigner par exemple les mutazilites.
Sa doctrine a été utilisée par les Omeyyades pour justifier leur politique. Le thèse fataliste ne peut en effet que servir un pouvoir soucieux de l'obéissance de ses sujets. En revanche, elle ne pouvait être acceptée ni par les mutazilites, attachés à la théorie du libre arbitre, bien qu'ils aient repris l'idée du Coran créé, ni trouver de soutien du côté des traditionalistes, attachés à la réalité des attributs divins.